# Wild Jim, Reformer
Pour plus de détails, voir Fiche technique et Distribution.
Wild Jim, Reformer (littéralement : Wild Jim, réformateur) est un film muet américain réalisé par Frank Cooley, sorti en 1916.

## Fiche technique
- Titre : Wild Jim, Reformer
- Réalisation : Frank Cooley
- Scénario :
- Producteur :
- Société de production : American Film Manufacturing Company
- Société de distribution : Mutual Film
- Pays de production :  États-Unis
- Langue : film muet avec les intertitres en anglais
- Métrage : 600 m
- Format : Noir et blanc — 35 mm — 1,33:1 — Muet
- Genre : Film dramatique
- Durée : 20 minutes
- Date de sortie : 
  - États-Unis : 21 janvier 1916

## Distribution
- Jack Richardson : Wild Jim
- Lizette Thorne (en) : Helen
- Forrest Taylor : Bill
- Frank Cooley : Bert
- Julia Courtell